# Сассун, Видал
Видал Сассун (англ. Vidal Sassoon; 17 января 1928 года, Лондон — 9 мая 2012 года, Лос-Анджелес) — британский парикмахер, предприниматель и общественный деятель.

## Биография
Видал Сассун родился в еврейской семье в Лондоне. Его отец (Джек Натан Сассун) был родом из Салоник, а мать (Бетти Беллин, 1900—1997) родилась в лондонском Ист-Энде, в семье, в 1890-х годах перебравшейся в Англию из Российской Империи после волны антисемитских погромов в Киеве. Отец оставил семью, когда сыну было 3 года, и Видал воспитывался матерью, которая была очень набожной. Сассун, в силу юного возраста, не принимал участия во Второй мировой войне, однако стал членом «Группы 43» — организации английских евреев, которая разгоняла фашистские митинги и избивала нацистов в Лондоне после войны. Был известен тем, что на эти мероприятия ходил с парикмахерскими ножницами в качестве оружия. В 1948 году вступил в Армию обороны Израиля и участвовал в Арабо-израильской войне в 1947—1949 годах.
Сассун был новатором в парикмахерском искусстве, изобрёл ряд новых причёсок, его имя вскоре стало узнаваемым брендом. Шампунь для волос корпорации Procter & Gamble выпускался под его именем. Тем не менее, в 2003 году Сассун начал процесс против Procter & Gamble, обвиняя компанию в том, что та недостаточно активно продвигала Vidal Sassoon на рынок в пользу другого своего продукта — Pantene. В 2002 году сеть салонов Сассуна была продана Regis Corporation. К 2004 году Сассун больше не был связан с брендом, носящим его имя.
В 1977 году Сассун был членом жюри конкурса «Мисс Вселенная». В 1982 году основал Международный центр Видала Сассуна по изучению антисемитизма (SICSA) с целью сделать мир более безопасным местом для еврейского народа и не допустить повторение Холокоста.

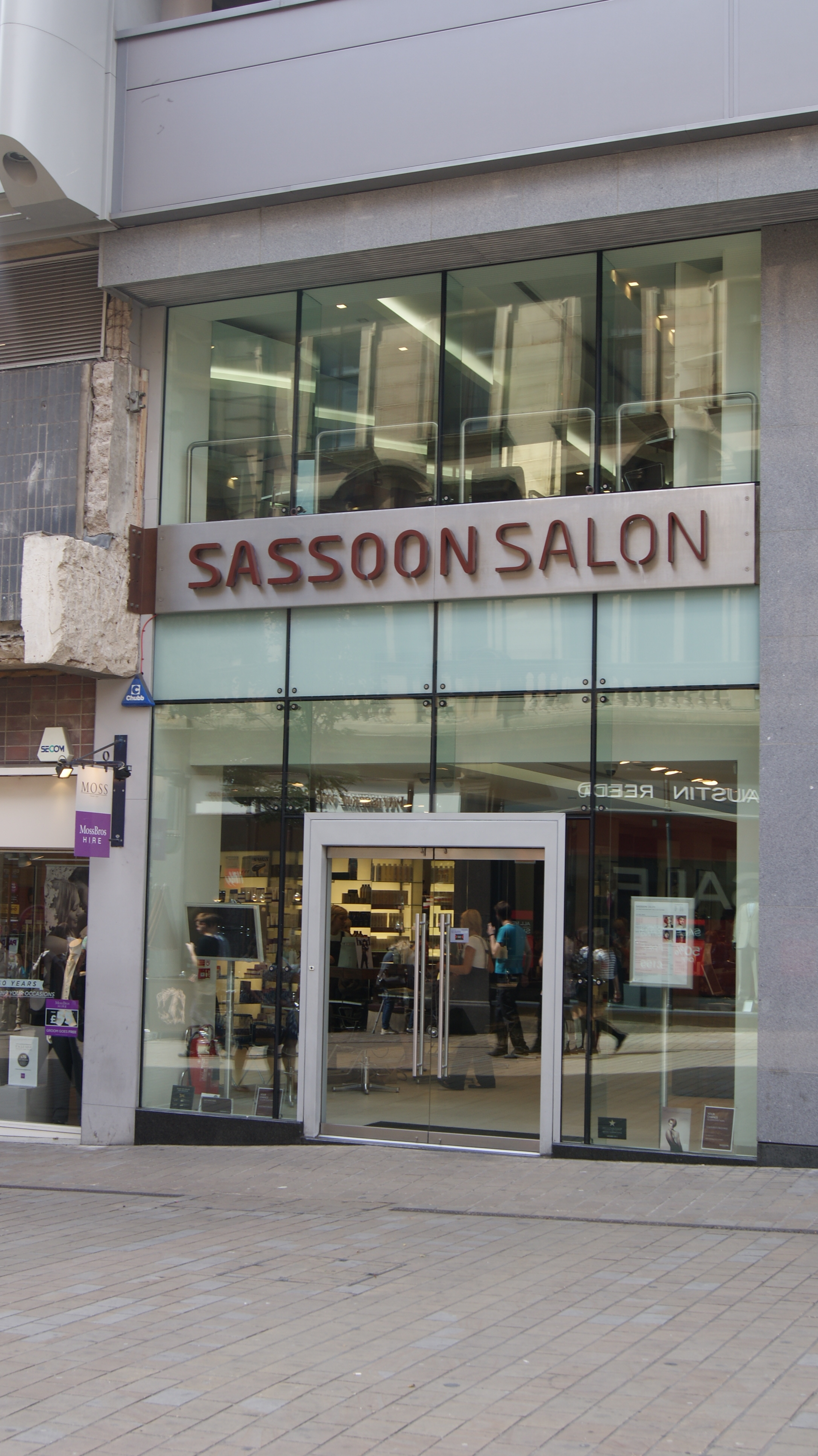
Салон Сассуна в Лидсе

Сассун был автором нескольких книг, в том числе A Year of Beauty and Health в соавторстве с бывшей женой. Он также участвовал в телесериале Your New Day with Vidal Sassoon в конце 1970-х годов.
В 2009 году был награждён Орденом Британской Империи (Командор).
Видал Сассун был первым парикмахером в Англии, вернувшим людей в парикмахерские после того, как страну, как и многие другие страны мира, захватил стиль «Хиппи». В то время он придумал несколько оригинальных форм стрижек, которые пользуются популярностью и сейчас.

### Личная жизнь
В 1957—1958 годах имел краткий любовный роман с 18-летней начинающей актрисой Джуди Карне.
В 1967 году женился на канадско-американской актрисе Беверли Адамс. В 1981 году последовал развод. У них было четверо детей, включая усыновлённого ребёнка. Одна из дочерей, актриса Катя Сассун, умерла от передозировки наркотиков 1 января 2002 года.

### Смерть
Сассун умер в собственном доме на Малхолланд-драйв в Лос-Анджелесе. По заявлению представителей городской полиции смерть наступила по естественным причинам, но затем СМИ сообщили, что у Сассуна была диагностирована лейкемия.